# Umbellula spicata
Umbellula spicata är en korallart som beskrevs av Kükenthal 1902. Umbellula spicata ingår i släktet Umbellula och familjen Umbellulidae.
Artens utbredningsområde är Indiska oceanen. Inga underarter finns listade i Catalogue of Life.